# 카르단 구동방식

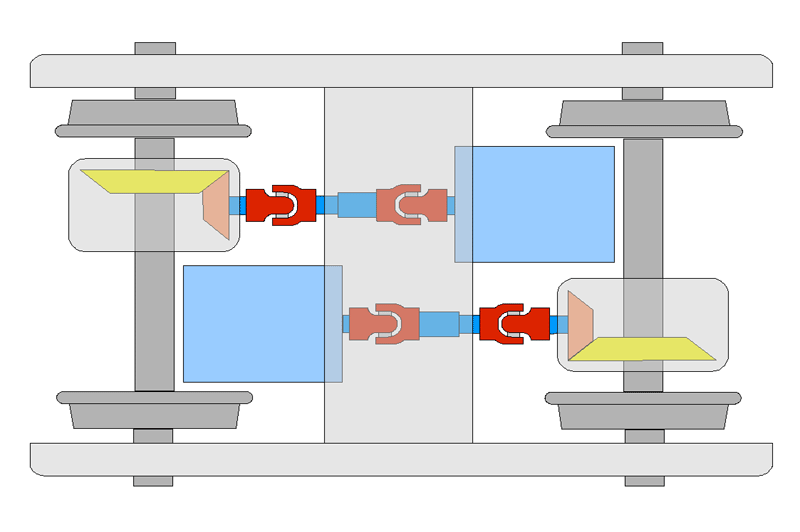
직각 카르단 구동방식
붉은 부분이 카르단 조인트

유니버설 조인트

카르단 구동방식(cardan jointed drive)은 전동차 구동방식의 일종이다. 전동기를 용수철 위(통상은 대차)에 고정하여, 여기에 카르단 조인트를 개입하여 차축을 구동하는 방식의 총칭이다.
카르단이라는 이름은 이탈리아의 수학자 제로니모 카르다노(Geronimo Cardano, 1501-1576)가 고안한 조인트를 사용하기 때문에 생긴 것이다. U 조인트, 스파이서 조인트, 훅스 조인트라는 별명도 있다. 카르단 조인트는 각속도의 변화가 있어 완전한 등속 조인트(Constant Velocity Universal Joint = CVJ)는 아니지만, 철도차량의 구동 시스템은 자동차의 전륜구동기구 등과는 달리 각도 변화가 그다지 크지 않아 이 정도의 부등속은 중대한 문제가 되지 않는다.
넓은 의미로는 용수철상(上) 가장(架装)전동기 방식을 가리키며, 카르단식 조인트(WN 드라이브 등)를 이용한 것도 카르단식으로 불린다(엄밀한 의미로는 오류로 여겨진다).

## 장단점
구식인 조괘 구동방식과 비교하면, 장점·단점은 아래와 같다.

### 장점
- 고속주행에 적합하다. 주행장치의 스프링하 질량이 작기 때문에, 고속주행시라도 선로·차량에의 충격이 작다. 소음이나 승차감도 개선된다.
- 전동기 자체에의 충격도 작기 때문에 굳이 과도하게 튼튼한 대형 모터를 이용할 필요가 없다. 소형에 고속회전이 가능한 전동기를 사용할 수 있기 때문에 효율이 높다.
- 점검이 용이하다. 조괘식 구동방식에 비해 마모부분이 적고, 충격에 의한 소모도 적다. 카르단 구동 전동차의 점검 주기는 조괘식 구동 전동차의 3배나 되는 경우도 있다.

### 단점
- 구조가 약간 복잡하고, 제조 비용도 높다.
- 선로의 피칭이나 롤링 등에 의한 차축의 상하동에 대응하기 위한 부품이 필요하게 된다.
- 대출력 모터에 이용할 때 카르단 조인트의 한계강도를 고려할 필요가 있다.
- 공진(共振)에 의한 진동을 피하는 설계가 필요하다.
- 조인트나 치차의 부품 가공에 높은 정밀도가 요구된다.

## 역사
1887년 이후, 전동차의 구동방식은 조괘식이 일반적이었다. 이 방식은 당시에는 뛰어난 방식이었지만, 모터가 스프링하질량(unsprung mass)이 되기 때문에 모터에 차륜에서 온 충격이 가해지거나, 기어의 치면(齒面)형상이나 유간으로 인해 큰 구동음이 발생하는 등 몇 개의 근원적인 문제를 떠안고 있었다.
이 문제를 해결하려면 용수철 위의 대차에 모터를 고정하여 어떠한 방법으로 차축에 동력을 전달하는 방식으로의 전환이 필요하다. 조괘 구동방식이 등장하기 이전에는 체인에 의한 전달도 시도되었지만 이것은 신뢰성이 낮아, 자동차 산업이 발전되어 유니버설 조인트에 의한 동력전달이 가능하게 된 것을 계기로 실용화되었다.
최초로 등장한 것은 베벨 기어와 유니버설 조인트를 조합한 직각 카르단 구동방식으로, 2륜 단차(單車)노면전차용으로 1910년대에 독일에서 사용되었으며 1920년대의 파리의 노면 전차에서는 주류가 되었다. 축거가 짧은 보기 대차용은 1920년대에 미국에서 개발되어 웜 기어와 유니버설 조인트와의 편성으로 개량된 것이, 노면전차 차량으로의 테스트를 마친 후 1930년대 중기에 본격적으로 제조된 PCC카의 구동방식으로 채용되었다.
대차용 카르단 구동장치의 개발과 병행하여 WN드라이브도 개발되었다. 직각 카르단 구동과 같이 노면전차용으로 테스트된 후 1941년 시카고 북해안선의 일렉트로 라이너형 고속 급행전철에 채용되어 제2차 세계대전 이후 뉴욕 지하철등에서 본격적으로 채용되게 되었다.
또 동시기에 스위스의 브라운 보베리(BBC) 사가 BBC 디스크 드라이버로서 중공축 평행카르단 구동방식을 개발하고 있다.
유럽에서는 이탈리아의 ETR200형 특급 전동차에 채용된 것이 본격적인 장거리 전동차에 채용된 최초의 사례다.

## 같이 보기
- 카르단 구동방식
- 직각 카르단 구동방식
- 중공축 평행카르단 구동방식
- WN 평행카르단 구동방식
- TD 평행카르단 구동방식